# Hermine Diethelm
Hermine Diethelm, auch Herma Diethelm, (* 21. August 1915 in Wien; † 21. September 1997 in Mödling, Niederösterreich) war eine österreichische Filmeditorin.

## Leben
Hermine Diethelm begann ihre Laufbahn beim Film als Kleberin, ehe sie kurz nach Kriegsende zur Schnittmeisterin aufstieg. Die Wienerin fertigte die Endfassung zahlreicher Lustspiele aus der Hand altgedienter Veteranen wie E. W. Emo, Alfred Stöger, Hubert Marischka, Max Neufeld, Eduard von Borsody und vor allem Franz Antel an. 
Zusammen mit der Kollegin Paula Dworak besorgte sie außerdem 1954 den Schnitt zu Helmut Käutners im Vorjahr in Jugoslawien gedrehten, von der Kritik hoch gelobtem Antikriegsfilm Die letzte Brücke. Seit Ende der 1960er-Jahre war sie vor allem für das Fernsehen, so zum Beispiel für Theodor Grädlers Elisabeth, Kaiserin von Österreich, aktiv. 
Im Jahr 1996 trat sie in der Dokumentation Achtung Aufnahme. 100 Jahre Filmtechnik in Österreich vor die Kamera.

## Filmografie
- 1948: Rendezvous im Salzkammergut
- 1949: Das Siegel Gottes
- 1949: Mein Freund Leopold (Mein Freund, der nicht nein sagen kann)
- 1951: Das unmögliche Mädchen (Fräulein Bimbi)
- 1952: Seesterne
- 1952: Knall und Fall als Hochstapler
- 1953: Fräulein Casanova
- 1953: Wirbel um Irene (Irene in Nöten)
- 1953: Auf der grünen Wiese
- 1953: Die letzte Brücke
- 1953: Das Haus an der Küste
- 1956: …und wer küßt mich? (Ein Herz und eine Seele)
- 1956: Liebe, Sommer und Musik
- 1956: Das Hirtenlied vom Kaisertal
- 1957: Der schönste Tag meines Lebens
- 1958: Der Page vom Palast-Hotel
- 1958: Auch Männer sind keine Engel (Wiener Luft)
- 1958: Skandal um Dodo
- 1959: Traumrevue
- 1959: Wenn die Glocken hell erklingen
- 1961: Mann im Schatten
- 1961: Im schwarzen Rößl
- 1962: Drei Liebesbriefe aus Tirol
- 1962: Tanze mit mir in den Morgen
- 1962: Ohne Krimi geht die Mimi nie ins Bett
- 1962: …und ewig knallen die Räuber
- 1963: Sing, aber spiel nicht mit mir
- 1963: Im singenden Rößl am Königssee
- 1963: Maskenball bei Scotland Yard
- 1964: Das hab ich von Papa gelernt
- 1964: Verdammt zur Sünde
- 1965: Schüsse im 3/4 Takt
- 1965: Ruf der Wälder
- 1966: Der Weibsteufel
- 1966: 00Sex am Wolfgangsee
- 1970: Zug fährt Wiental
- 1971: Elisabeth, Kaiserin von Österreich (Fernsehfilm)
- 1972: Defraudanten (Fernsehfilm)
- 1973: Abenteuer eines Sommers